# HC Flaminio Genovesi Rome
Le HC Flaminio Genovesi Rome était un club de handball qui se situait à Rome en Italie. 

## Palmarès
- Championnat d'Italie (1) : 1971